# It Was Written
It Was Written este cel de-al doilea album de studio al raperului Nas. Albumul a fost lansat pe 2 iulie 1996.
It Was Written a fost albumul lui Nas cu cel mai mare succes comercial, vanzant peste 3 milioane de copii si debutand pe locul 1 in Top R&B/Hip-Hop Albums si Billboard 200, pastrandu-si aceasta pozitie timp de 4 saptamani; s-a aflat in top timp de 34 de saptamani.

## Critici
It Was Written a primit în general recenzii pozitive de la critici.

## Lista melodiilor
1. "Album Intro" - ( Nas & AZ ) - 2:24
2. "The Message" - 3:54
3. "Street Dreams" - 4:39
4. "I Gave You Power" - 3:52
5. "Watch Dem Niggas" - ( Nas & Foxy Brown ) - 4:04
6. "Take It in Blood" - 4:08
7. "Nas Is Coming" - ( Nas & Dr.Dre ) - 5:41
8. "Affirmative Action" - ( Nas, AZ, Cormega, Foxy Brown, (The Firm) ) - 4:19
9. "The Set Up" - ( Nas & Havoc ) - 4:01
10. "Black Girl Lost" - ( Nas & Joel "Jo-Jo" Hailey ) - 4:22
11. "Suspect" - 4:12
12. "Shootouts" - 3:46
13. "Live Nigga Rap" - ( 	Nas & Mobb Deep ) - 3:45
14. "If I Ruled the World (Imagine That)" - ( Nas & Lauryn Hill ) - 4:42
15. "Silent Murder" - ( CD bonus in Japonia si Europa; bonus pe caseta in Statele Unite ) - 3:23